# Абдразаков, Ильдар Амирович
Ильда́р Ами́рович Абдраза́ков (баш. Илдар Әмир улы Абдразаҡов; род. 26 сентября 1976, Уфа) — российский оперный певец (бас). Заслуженный артист Российской Федерации (2021). Лауреат Государственной премии Российской Федерации (2024). Народный артист Республики Башкортостан (2011), Народный артист Республики Татарстан(2013). Народный артист Республики Абхазия (2024). Лауреат национальной театральной премии «Золотая маска» (2013) и двух премий «Грэмми» (2011). Победитель 3-го сезона шоу «Маска» (2022) на НТВ.

## Биография
Родился и вырос в Уфе. Мать Таскиря Абдразакова — художница, отец Амир Абдразаков — актёр, теле- и кинорежиссёр, основатель киностудии «Башкортостан», старший брат Аскар Абдразаков — оперный певец. С четырёх лет Ильдар начал выходить на сцену и сниматься в фильмах отца.

### Образование
В пять лет начал обучение в средней специальной музыкальной школе Уфы по классу «фортепиано». Проучившись пять лет, прекратил обучение, так как по мнению преподавателей у Абдразакова «отсутствовал слух». Продолжил заниматься музыкой и пением дома. Абдразаков заявлял:
Мой отец Амир Габдульманович Абдразаков сыграл огромную роль в моём становлении. Он первым заметил мою тягу к музыке и наличие определённых способностей — таких, как слух, чувство ритма, чистоту интонации.
В 14 лет познакомился с Миляушей Муртазиной, профессором Уфимского государственного института искусств имени Загира Исмагилова. Муртазина приняла решение давать уроки, чтобы подготовить Ильдара к поступлению в Институт искусств.
В 1992 году окончил общеобразовательную школу № 35 в Уфе.
В 1992 году поступил на подготовительное отделение, а в 1994 году — на первый курс УГИИ (класс профессора М. Г. Муртазиной). Окончил институт в 1999 году.

### Творческая деятельность
В 1994 году, учась на первом курсе УГИИ, стал солистом Башкирского государственного театра оперы и балета.
В 1997 году стал лауреатом телевизионного конкурса Ирины Архиповой «Большой приз Москвы» и завоевал первую премию Международного конкурса вокалистов им. М. И. Глинки.
В 1998 году дебютировал на сцене Мариинского театра (партия Фигаро в опере Моцарта «Свадьба Фигаро», дирижёр — Джанандреа Нозеда), завоевал гран-при на Международном конкурсе молодых оперных певцов имени Н. А. Римского-Корсакова.
В 1999 году выиграл гран-при на Международном конкурсе Елены Образцовой и дал первый сольный концерт в Санкт-Петербургской академической филармонии на сцене Малого зала имени М. И. Глинки.
В 2000 году победа на V Международном телевизионном конкурсе имени Марии Каллас Nuove voci per Verdi, прошедшем в Парме, открыла Абдразакову международную карьеру.
В 2001 году, в 24 года, дебютировал в Ла Скала (партия Родольфо в опере Беллини «Сомнамбула») по приглашению художественного руководителя и главного дирижёра театра (1986—2005) Риккардо Мути.
В 2002 году дебютировал на Оперном фестивале Россини в Пезаро (Stabat Mater).
В 2003 году дебютировал в Венской государственной опере в партии Эскамильо в опере Бизе «Кармен» и Немецкой опере в Берлине в партии Ассура в опере Россини «Семирамида» (дирижёр — Альберто Дзедда).
В 2004 году дебютировал на сцене Метрополитен-опера сразу в двух постановках: в партии Мазетто в опере Моцарта «Дон Жуан» и в партии Мустафы в опере Россини «Итальянка в Алжире» (дирижёр — Джеймс Ливайн).
В сезоне 2004—2005 участвовал в концерте под управлением Риккардо Мути, посвящённом открытию Ла Скала после реставрации.
В 2006 году дебютировал на сцене Оперы Лос-Анджелеса в партии Фигаро в опере Моцарта «Свадьба Фигаро». Также в 2006 году впервые исполнил одну из важнейших для баса партий: в Метрополитен-опера роль Мефистофеля (опера Гуно «Фауст»). Позже певцу приходилось сталкиваться с этим персонажем и в других операх — «Осуждение Фауста» Берлиоза в Метрополитен-опера (2009) и «Мефистофель» Бойто в Опере Сан-Франциско (2013).
В 2007 году дебютировал в Вашингтонской национальной опере в партии Лепорелло в опере Моцарта «Дон Жуан» (дирижёр — Пласидо Доминго).
В 2008 году дебютировал в Парижской национальной опере в партии Графа Вальтера в опере Верди «Луиза Миллер».
В 2009 году дебютировал на Зальцбургском музыкальном фестивале (партия Моисея в опере Россини «Моисей и фараон», дирижёр — Риккардо Мути) и в Королевском театре Ковент-Гарден (Верди: «Реквием», дирижёр — Антонио Паппано).
В 2010 году принял участие в записи «Реквиема» Верди в сопровождении Чикагского симфонического оркестра под управлением Риккардо Мути. В феврале 2011 года запись была удостоена двух премий «Грэмми» в номинациях «Лучший классический альбом» и «Лучшее хоровое исполнение».
В 2010 году на сцене Метрополитен-опера в опере Верди «Аттила» Абдразаков дебютировал в заглавной роли, а Мути — в качестве дирижёра. Роль Аттилы с тех пор стала для Абдразакова любимой (в интервью певец подчёркивает кровную близость с героем).
10 января 2010 года состоялся первый сольный концерт Абдразакова в Ла Скала. По инициативе певца среди инструментов на концерте также присутствовал курай — башкирский духовой инструмент.
В 2011 году был в составе жюри во главе с Еленой Образцовой на Международном конкурсе им. П. И. Чайковского. Оперой Доницетти «Анна Болейн» с Абдразаковым в роли Генриха VIII открылся сезон 2011—2012 годов в Метрополитен-опера.
В 2013 году дебютировал в Баварской государственной опере в партии дона Базилио в опере Россини «Севильский цирюльник» (дирижёр — Риккардо Фрицца); удостоен Национальной театральной премии «Золотая маска» (номинация «Опера/Мужская роль») за роль Линдорфа в постановке Мариинского театра «Сказки Гофмана».
В 2014 году назначен художественным руководителем Международной академии музыки Елены Образцовой.
В июне — июле 2015 года состоялось европейское турне Абдразакова, сопрано Анны Нетребко, тенора Александра Антоненко и меццо-сопрано Екатерины Губановой. В Париже (Версаль), Вене, Москве и Праге артисты исполнили арии из итальянских опер в сопровождении оркестров под управлением дирижёра Марко Армильято.
В 2014 снялся в фильме «Ёлки 1914» в роли Фёдора Шаляпина.
С 2001 по 2016 год являлся послом благотворительной организации «Зенья анд Мьюзик» (Zegna & Music), задача которой — поддержка достижений в области музыкального искусства.
В 2016 году состоялся дебют Абдразакова в Большом театре в партии Филиппа II в опере Верди «Дон Карлос».
В 2017 году дебютировал в Национальной опере в Амстердаме в партии Князя Игоря в опере Бородина «Князь Игорь».
В 2017 году подписал контракт со звукозаписывающей компанией Deutsche Grammophon. Первым проектом под лейблом Deutsche Grammophon стала запись совместного альбома Ильдара Абдразакова и Роландо Вильясона, дирижёр — Янник Незе-Сеген.
Абдразаков выступал практически со всеми крупнейшими оперными труппами США и Европы. Кроме уже перечисленных залов, он пел на сцене барселонского театра Лисео, мадридского Королевского театра, туринского Королевского театра, нью-йоркского Карнеги-холл, лондонских Альберт-холл и Квин-Элизабет-холл, манчестерского Бриджуотер-холл, Берлинской филармонии, Оперы Монте-Карло, токийского NHK-холл, концертного зала Tokyo Bunka Kaikan, Шанхайского большого театра и др.
На территории России Абдразаков также выступал в Большом зале Московской консерватории, Концертном зале имени П. И. Чайковского, Московском музыкальном театре имени К. С. Станиславского и Вл. И. Немировича-Данченко, Татарском театре оперы и балета имени Мусы Джалиля, Оренбургской областной филармонии, Сургутской филармонии, Пермском театре оперы и балета имени П. И. Чайковского и на других площадках.
Давал сольные концерты в России, Италии, Чехии, Японии, Португалии, Мексике и США, выступал со всеми значимыми оркестрами мира, среди которых: Лондонский филармонический оркестр, Берлинский филармонический оркестр, Венский филармонический оркестр, Мюнхенский филармонический оркестр, Роттердамский филармонический оркестр, Филармонический оркестр Ла Скала, Чикагский симфонический оркестр и др.
Дискография певца включает записи неопубликованных арий Россини (дирижёр Риккардо Мути, Decca), мессы Керубини (оркестр Bayerische Rundfunk под управлением Риккардо Мути, EMI Classics).
Среди дирижёров, с которыми сотрудничал Ильдар Абдразаков — Риккардо Мути, Валерий Гергиев, Джеймс Ливайн, Джанандреа Нозеда, Риккардо Фрицца, Риккардо Шайи, Антонио Паппано, Бертран де Бийи.
Характеризуя творческий потенциал певца, газета The Independent писала:
Замечательный бас… у которого есть абсолютно всё: великолепный звук, прекрасное легато и мастерство
В 2022 году принял участие в третьем сезоне шоу «Маска» на канале НТВ в образе Дракона и одержал в нём победу. В этом же году стал членом жюри второго сезона шоу «Ты супер! 60+».
15 июля 2024 года получил звание «Народный артист республики Абхазия».
11 декабря 2024 года назначен художественным руководителем строящегося Севастопольского государственного театра оперы и балета.
10 мая 2025 года принял участие в Гала-матче Ночной хоккейной лиги и забросил одну из шайб команд "Легенды Хоккея".

## Критика
После российского вторжения на Украину Метрополитен-опера и Ла Скала отменили выступления Абдразакова из-за его участия в мероприятиях, организованных российскими властями. Ранее издание Opern News сообщило о близости Абдразакова к российским властям. Так, он принимал участие в одной из новогодних вечеринок Сергея Шойгу, где исполнил вместе с ним «Подмосковные вечера». Абдразаков был включён ФБК в список «разжигателей войны» за поддержку российского нападения на Украину.
В мае 2022 года Абдразаков заработал около 50 тысяч долларов за 10-минутное выступление на Красной площади, а в начале сентября проводил собственный музыкальный фестиваль на бюджетные деньги, также в 2022 году Абдразаков участвовал в нескольких мероприятиях, организованных властями и структурами, близкими к ним. В марте 2023 года организаторы отменили концерты Абдразакова в Бостоне и в Карнеги-холле. В июле 2023 года Мюнхенский оперный фестиваль отменил выступление Абдразакова, заменив его на украинского певца Александра Цымбалюка. В ноябре 2024 года оперный театр Сан-Карло отказался от сотрудничества с Ильдаром Абдразаковым, отстранив его от постановок опер «Аттила» и «Дон Карлос».

## Общественная позиция
В 2024 году стал доверенным лицом кандидата в президенты России Владимира Путина.
В 2024 году вошёл в Совет при президенте Российской Федерации по культуре и искусству.

## Репертуар
- Ассур («Семирамида», Дж. Россини)
- Аттила («Аттила», Дж. Верди)
- Базилио («Севильский цирюльник», Дж. Россини)
- Банко («Макбет», Дж. Верди)
- Барон («Скупой рыцарь», С. В. Рахманинов)
- Борис Годунов («Борис Годунов», М. П. Мусоргский)
- Варяжский гость («Садко», Н. А. Римский-Корсаков)
- Генрих VIII («Анна Болейн», Г. Доницетти)
- Граф Вальтер («Луиза Миллер», Дж. Верди)
- Граф де Сильва («Эрнани», Дж. Верди)
- Граф Монтероне («Риголетто», Дж. Верди)
- Граф Родольфо («Сомнамбула», В. Беллини)
- Гульельмо («Так поступают все женщины, или Школа влюблённых», В. А. Моцарт)
- Дон Альфонсо («Лукреция Борджа», Г. Доницетти)
- Дон Жуан («Дон Жуан», В. А. Моцарт)
- Дон Фернандо («Фиделио», Л. Бетховен)
- Досифей («Хованщина», М. П. Мусоргский)
- Калхас («Ифигения в Авлиде», К. Глюк)
- Князь Игорь («Князь Игорь», А. П. Бородин)
- Лепорелло («Дон Жуан», В. А. Моцарт)
- Линдорф, Коппелиус, Доктор Миракль, Капитан Дапертутто («Сказки Гофмана», Ж. Оффенбах)
- Магомет II («Осада Коринфа», Дж. Россини)
- Мазетто («Дон Жуан», В. А. Моцарт)
- Мефистофель («Мефистофель», А. Бойто)
- Мефистофель («Осуждение Фауста», Г. Берлиоз)
- Мефистофель («Фауст», Ш. Гуно)
- Митюха («Борис Годунов», М. П. Мусоргский)
- Моисей («Моисей и фараон», Дж. Россини)
- Мустафа («Итальянка в Алжире», Дж. Россини)
- Оберто, граф ди Сан-Бонифачо («Оберто, граф ди Сан-Бонифачо», Дж. Верди)
- Оровезо («Норма», В. Беллини)
- Раймондо («Лючия ди Ламмермур», Г. Доницетти)
- Сальери («Моцарт и Сальери», Н. А. Римский-Корсаков)
- Селим («Турок в Италии», Дж. Россини)
- Сурин («Пиковая дама», П. И. Чайковский)
- Феррандо («Трубадур», Дж. Верди)
- Фигаро («Свадьба Фигаро», В. А. Моцарт)
- Филипп II («Дон Карлос», Дж. Верди)
- Фараон («Аида», Дж. Верди)
- Эскамильо («Кармен», Ж. Бизе)
- Маленькая торжественная месса, Дж. Россини
- Реквием, Дж. Верди
- Торжественная месса ми мажор, Л. Керубини
- Stabat Mater, Дж. Россини

## Дискография

### CD
- Rossini discoveries; Orchestra Sinfonica e Coro di Milano Giuseppe Verdi, Riccardo Chailly; Decca Records; 2002 (CD)
- Shostakovich: Words of Michelangelo; BBC Philharmonic, Gianandrea Noseda; Chandos Records; 2006 (CD)
- Cherubini: Missa Solemnis in E; Chor und Symphonieorchester des Bayerischen Rundfunks, Riccardo Muti; Warner Classics; 2007 (CD)
- Giuseppe Verdi: Messa da Requiem; Youth Orchestra of the Americas, Plácido Domingo; Glor Classics; 2009 (CD&DVD)
- Rachmaninoff: The Miserly Knight; BBC Philharmonic, Gianandrea Noseda; Chandos Records; 2009 (CD)
- Verdi: Messa da Requiem; Chicago Symphony Orchestra, Riccardo Muti; CSO Resound; 2009 (CD)
- Verdi: Requiem; Opera National de Paris, Philippe Jordan; Erato Records; 2013 (CD)
- Power Players, Russian Arias for Bass, Ildar Abdrazakov; Kaunas City Symphony Orchestra, Constantine Orbelian; Delos Records; 2014 (CD)
- Verbier Festival: Best of 2014; Erato Records; 2014 (CD)
- Prokofiev: Ivan the Terrible; Berlin German Symphony Orchestra, Tugan Sokhiev; Sony Classical Records; 2014 (CD)
- Verdi: Simon Boccanegra; Kaunas City Orchestra, Constantine Orbelian; Delos Records; 2015 (CD)
- Duets: Ildar Abdrazakov & Rolando Villazón; Orchestre Symphonique De Montreal, Yannick Nézet -Séguin; Deutsche Grammophon; 2017 (CD)

### DVD
- Gioachino Rossini: Moïse et Pharaon; Orchestra e Coro del Teatro alla Scala, Riccardo Muti; Arthaus Musik; 2005 (DVD)
- Vincenzo Bellini: Norma; Teatro Regio di Parma, Fabio Biondi; Arthaus Musik; 2005 (DVD)
- Giuseppe Verdi: Oberto, Conte di San Bonifacio; Ópera de Bilbao, Yves Abel; Opus Arte; 2007 (DVD)
- Giuseppe Verdi: Messa da Requiem; Youth Orchestra of the Americas, Plácido Domingo; Glor Classics; 2009 (CD&DVD)
- Donizetti: Lucia di Lammermoor; The Metropolitan Opera, Marco Armiliato; Deutsche Grammophon; 2009 (DVD)
- Verdi: Attila; Mariinsky Orchestra, Valery Gergiev; Mariinsky; 2013 (DVD)
- Borodin: Prince Igor; The Metropolitan Opera, Gianandrea Noseda; Deutsche Grammophon; 2014 (DVD)
- Boito: Mefistofele; San Francisco Opera, Nicola Luisotti; San Francisco Opera; 2014 (DVD)
- Mozart: The Marriage of Figaro; The Metropolitan Opera, James Levine; The Metropolitan Opera; 2014 (DVD)
- Mariinsky: Gala; Mariinsky Theatre, Valery Gergiev; Mariinsky, Arthaus Musik; 2015 (DVD)
- Verdi: Don Carlo; Teatro Regio Torino, Gianandrea Noseda; Opus Arte; 2015 (DVD)
- Charles Gounod: Faust; Teatro Regio Torino, Gianandrea Noseda; Unitel Classica; 2016 (DVD)
- Charles Gounod: Faust, 2016 Salzburg Festival; Vienna Philharmonic Orchestra and Choir, Alejo Pérez; EuroArts; 2017 (DVD)

## Награды и премии
- 1997 — XVII международный конкурс им. М. И. Глинки, лауреат I премии.
- 1997 — телевизионный конкурс имени Ирины Архиповой «Большой приз Москвы», лауреат.
- 1998 — III международный конкурс имени Н. А. Римского-Корсакова (Санкт-Петербург), гран-при.
- 1999 — I международный конкурс имени Елены Образцовой (Санкт-Петербург), гран-при.
- 2000 — V международный конкурс имени Марии Каллас Nuove voci per Verdi (Италия), гран-при.
- 2011 — две премии «Грэмми» (как одному из исполнителей) в двух номинациях — «Лучшее хоровое исполнение» и «Лучший классический альбом» за альбом «Verdi: Requiem»[28].
- 2011 — народный артист Республики Башкортостан
- 2013 — народный артист Республики Татарстан
- 2013 — национальная театральная премия «Золотая маска».
- 2015 — орден Дружбы народов Башкортостана
- 2016 — российская оперная премия «Casta diva», звание «Певец года»
- 2018 — первая Международная профессиональная музыкальная премия «BraVo», номинация «Лучший классический мужской вокал»[29].
- 2018 — орден Салавата Юлаева[30]
- 2021 — заслуженный артист Российской Федерации
- 2021 — премия фонда Villa Bertelli за «Великолепное исполнение в истинной итальянской традиции»[31].
- 2022 — победитель 3 сезона шоу «Маска» на НТВ (участвовал в костюме Дракона).
- 2024 — Государственная премия Российской Федерации в области литературы и искусства — за вклад в развитие отечественного и мирового музыкального искусства[32].
- 2024 — народный артист Республики Абхазия[33].

## Личная жизнь
26 марта 2016 года в Санкт-Петербурге женился на Марике Гвилаве, актрисе и телеведущей. Дети от предыдущих браков: Эльвира (25.11.2001) от певицы Ольги Трифоновой, Владимир-Амир (14.01.2003) от певицы Ольги Бородиной. В браке с Гвилавой: Рианна (13.09.2016), Александра (02.09.2017) и Амир (26.04.2020).